# Premio de Ficción Histórica de la Sociedad de Historiadores Estadounidenses
El Premio de Ficción Histórica de la Sociedad de Historiadores Estadounidenses, anteriormente conocido como el Premio James Fenimore Cooper, es un premio bienal otorgado a la mejor ficción histórica estadounidense por la Sociedad de Historiadores Estadounidenses. Es otorgado en los años impares.

## Historia
El premio se ha otorgado desde 1993. Se da en honor a una obra de ficción literaria que "hace una contribución significativa a la comprensión histórica, retrata auténticamente a las personas y los acontecimientos del pasado histórico y muestra habilidades en la construcción narrativa y el estilo de la prosa" y que concierne a la historia estadounidense. El premio, que hasta 2018 llevaba el nombre del novelista histórico estadounidense del siglo XIX James Fenimore Cooper, está dotado con 2.000 dólares en efectivo.

## Obras premiadas
- 1993: Chamán de Noah Gordon
- 1995: En el Lago de los Bosques de Tim O'Brien
- 1997: La matanza del ganado de John Edgar Wideman
- 1999: Gain de Richard Powers
- 2001: Empate entre Un amigo peligroso de Ward Just y Hueso por hueso de Peter Matthiessen
- 2003: Callejón del paraíso de Kevin Baker
- 2005: La conjura contra América de Philip Roth
- 2007: El último pueblo de la Tierra de Thomas Mullen
- 2009: Loving Frank de Nancy Horan
- 2011: Matterhorn: Una novela sobre la guerra de Vietnam de Karl Marlantes
- 2013: Recuerda a Ben Clayton de Stephen Harrigan
- 2015: Saint Monkey by Jacinda Townsend[3]
- 2017: Premio desierto[4]
- 2019: Ni aquí ni allí de Tommy Orange[5]
- 2021: Conjure Women de Afia Atakora[6]
- 2023: Un negocio peligroso de Jane Smiley[7]